# آنورادا آناسوامی
آنورادها آناسوامی (به انگلیسی: Anuradha Annaswamy) دانشمند رایانه است که به دلیل تحقیقاتش در مورد نظریه کنترل تطبیقی و شبکه‌های هوشمند شناخته شده است. او از سال ۱۹۹۶ در موسسه فناوری ماساچوست کار کرده است. در حال حاضر، آنورادها یک دانشمند پژوهشی ارشد در گروه مهندسی مکانیک در مؤسسه فناوری ماساچوست و مدیر آزمایشگاه کنترل تطبیقی فعال (گروه کنترل پرواز) است.

## حرفه
آناسوامی مدرک کارشناسی مهندسی را در سال ۱۹۷۹ از مؤسسه علوم هند دریافت کرد. او در سال ۱۹۸۵ مدرک دکتری خود را در رشته علوم رایانه را از دانشگاه ییل گرفت.
در سال ۲۰۱۴، به آناسوامی کمک هزینه‌ای به ارزش ۱۷۸۳۸۵۵ پوند از بنیاد ملی علوم اعطا شد تا پروژه «به سوی مدل‌های محاسباتی انعطاف‌پذیر ال‌سی‌ال برق-گاز» را با مشارکت همکاران کریستوفر کنیتل و ایگناسیو پرز-آریاگا هدایت کند.
آناسوامی بیش از ۵۰۰ نشریه دانشگاهی منتشر کرده است که بیش از ۱۸۰۰۰ استناد دریافت کرده است. پراستنادترین نشریه آناسوامی (با بیش از ۵۰۰۰ نقل قول)، سیستم‌های سازگار پایدار، درک ویژگی‌های پایداری جهانی را ارائه می‌دهد که برای طراحی سیستم‌های تطبیقی ضروری است.

## جوایز
- برندهٔ جوایزی همچون عضو پیوسته انجمن مهندسان برق و الکترونیک شده است.

- عضو برجسته انجمن سیستم‌های کنترل مؤسسه مهندسان برق و الکترونیک در سال ۲۰۱۶[۶]
- عضو مؤسسه مهندسان برق و الکترونیک (۲۰۰۲) به خاطر «مشارکت در نظریه کنترل تطبیقی، شبکه‌های عصبی و کنترل فعال-تطبیقی سیستم‌های احتراق».[۷]
- عضو فدراسیون بین‌المللی کنترل اتوماتیک در سال ۲۰۱۷
- مدرس برجسته، انجمن سیستم‌های کنترل مؤسسه مهندسان برق و الکترونیک، سال ۲۰۱۷